# ニュー・グリーンピア津南
ニュー・グリーンピア津南（ニュー・グリーンピアつなん）は、新潟県中魚沼郡津南町の苗場山麓にあるリゾート施設。

## 概要

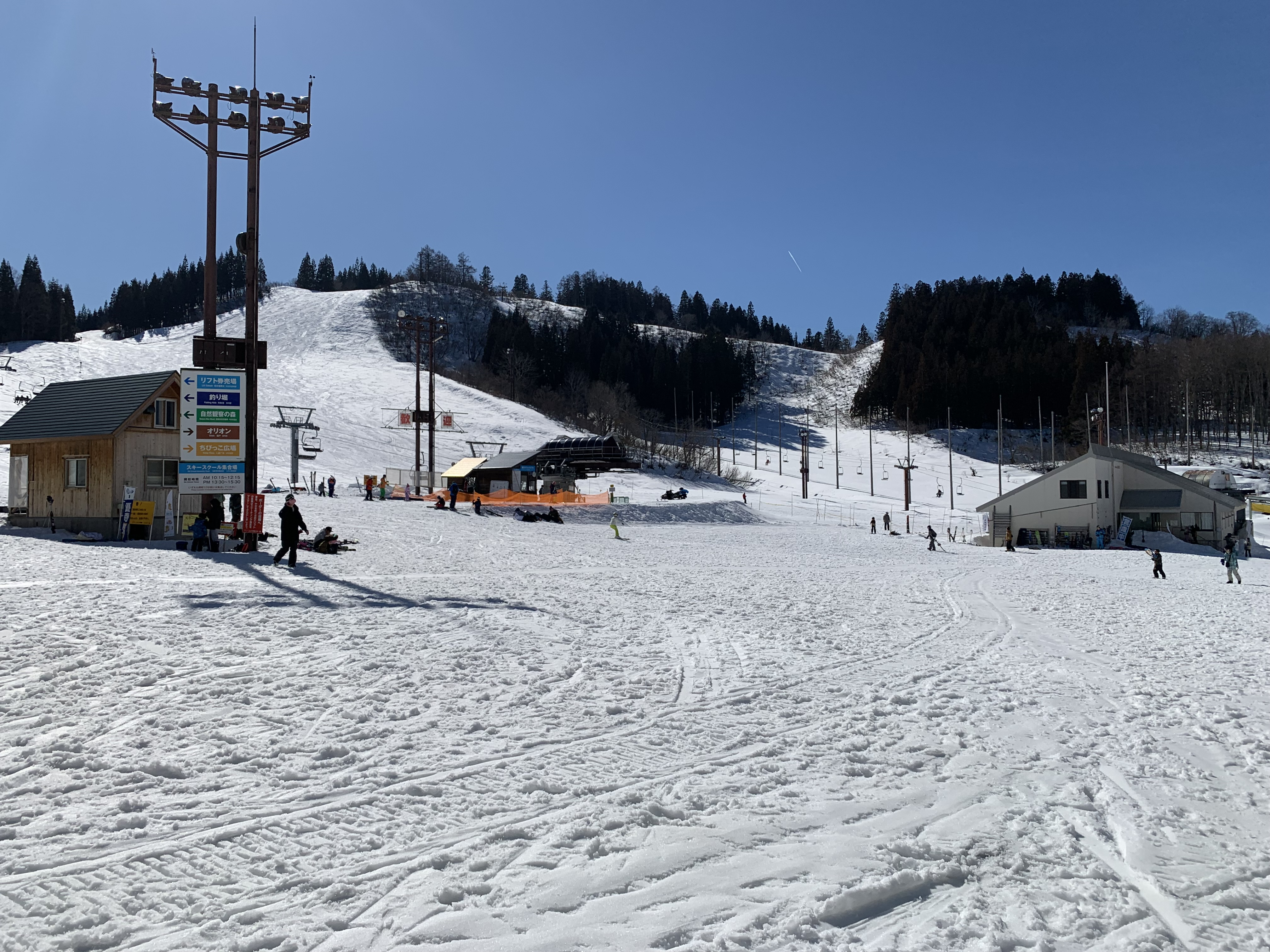
ニュー・グリーンピア津南スキー場

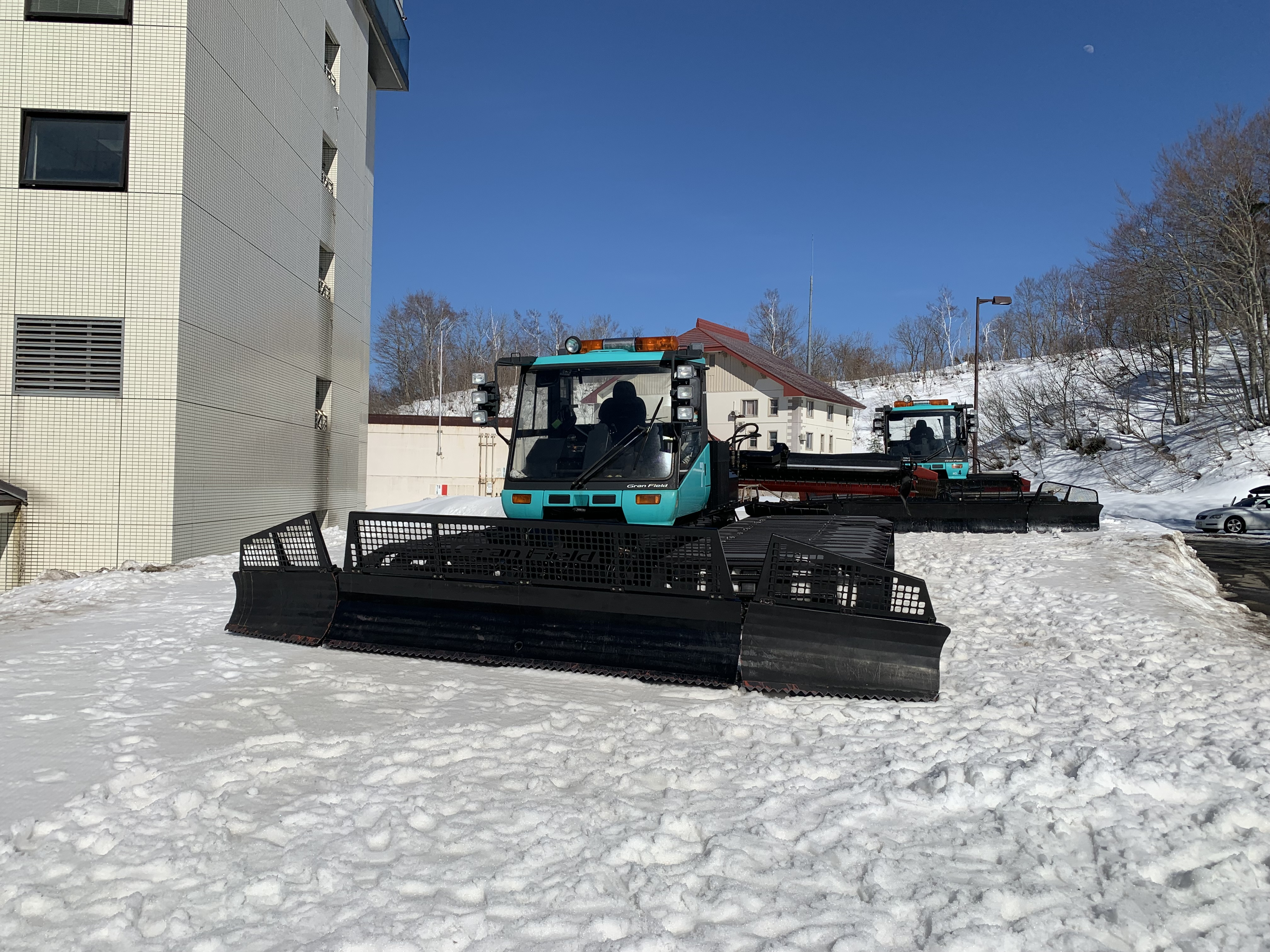
ゲレンデ整備車

ホテルのほか、キャンプ場やスキー場、動物ふれあい園、各種遊具、スポーツ施設などを備えたレクリエーションの場として機能しており、日帰り利用もできる。
グリーンピア津南としての当初建設費は172億円（加えて、用地買収・補償額約13億円）、現在の「ニュー・グリーンピア津南」としての総事業費は262億円（うち、土地15億円、建物274億円）である。
- 敷地面積は、37.9km2（約115万坪）で、うち保養施設が約27%、林野等が約73%を占めている。

## 沿革
1970年代、田中角栄内閣の計画の下で厚生省（現・厚生労働省）が被保険者、年金受給者等のための保養施設として立案し、年金福祉事業団（当時）によって「グリーンピア」計画事業として1980年から1988年にかけて全国に13ヶ所設置された施設の一つである。
計画に基づき津南町の町営牧場と周辺の共有地、及び私有地を購入・譲受する形で1973年（昭和48年）度には用地の所得が開始された。1979年（昭和54年）8月より工事が開始され、1985年（昭和60年）11月に完成し、同年12月1日オープンした。さらに新館が1995年（平成7年）11月には完成し、同年12月より開業した。
開業当初は県の内外で大きな話題を集めた。しかしグリーンピア計画そのものが事業の採算性や長期計画を欠いたものであったこともあり、当施設も他のグリーンピア同様に年々収支が悪化、莫大な赤字を発生させて経営不振に陥った。グリーンピア事業は設立母体の年金福祉事業団（旧厚生省所管の特殊法人。後の年金積立金管理運用独立行政法人）に大きな損害を与え、2001年12月には第1次小泉内閣により「特殊法人等整理合理化計画」に基づいて2005年度までに廃止することが閣議決定された。当施設もこの計画に基づいて整理処分されることとなり、一旦は閉鎖が決定された。
しかし、地元町民からの存続の要望は強く、津南町では2003年（平成15年）より「グリーンピア利用検討委員会」を設置し、譲渡を受けた上で存続する方向で調整を図った。2005年（平成17年）9月には、年金資金運用基金より津南町が施設の一括譲渡を受けた上で公設民営で新たに事業を開始すること、として売買契約書及び賃貸契約書を調印し、同年9月に津南町へ譲渡された。2005年10月より、津南町より医療法人光善会を傘下に持つグループ企業(メディカル・サービス法人)である「光善会グループ」が設立した「株式会社津南高原開発」により運営委託される形で「ニュー・グリーンピア津南」としてリニューアルし、現在に至っている。
2021年、グランピング〈5区画〉をオープン。2023年12月1日・12月2日、第25回米・食味分析鑑定コンクール：国際大会inつなん開催。2025年7月14日、売却、優先交渉先にイントランスを選定〈英国系ブランドホテル誘致の方向〉